# Кристалл (футбольный клуб, Александрия)
«Кристалл» — украинский футбольный клуб из Александрии. В сезонах 2004/05 и 2005/06 выступал во второй лиге под названием МФК «Александрия». Основан в 2004 году на базе ДЮФК «Кристалл». Команда была муниципальной и финансировалась из городского бюджета, однако после выборов 2006 года новый городской голова отказался финансировать команду и она вновь стала ДЮФК «Кристалл».

## Прежние названия
- До 2004: «Кристалл»
- 2004—2006: МФК «Александрия»
- с 2006: «Кристалл»

## Тренерский состав
Тренеры МФК «Александрия» за всю не многолетнюю историю команды не менялись. Старший тренер - Анатолий Николаевич Акулич, тренер - Евгений Михайлович Абрамович. С именем последнего и связывают слаженную игру команды в начале её футбольной карьеры. Костяк команды составляли футболисты, воспитанники александрийской школы футбола, под руководством Абрамовича.